# Johnny Spillane
Johnny Spillane (Steamboat Springs, 24 de noviembre de 1980) es un deportista estadounidense que compitió en esquí en la modalidad de combinada nórdica.
Participó en tres Juegos Olímpicos de Invierno, entre los años 2002 y 2010, obteniendo tres medallas de plata en Vancouver 2010, en las pruebas de trampolín normal + 10 km, trampolín grande + 10 km y por equipo (junto con Brett Camerota, Todd Lodwick y Bill Demong).
Ganó una medalla de oro en el Campeonato Mundial de Esquí Nórdico de 2003, en el trampolín grande + 7,5 km.

## Palmarés internacional
| Juegos Olímpicos   | Juegos Olímpicos       | Juegos Olímpicos | Juegos Olímpicos         |
| Año                | Lugar                  | Medalla          | Prueba                   |
| ------------------ | ---------------------- | ---------------- | ------------------------ |
| 2010               | Vancouver (Canadá)     | Medalla de plata | TN + 10 km individual    |
| 2010               | Vancouver (Canadá)     | Medalla de plata | TG + 10 km individual    |
| 2010               | Vancouver (Canadá)     | Medalla de plata | TN + 4 × 5 km por equipo |
| Campeonato Mundial |                        |                  |                          |
| Año                | Lugar                  | Medalla          | Prueba                   |
| 2003               | Val di Fiemme (Italia) | Medalla de oro   | TG + 7,5 km              |